# Waking Up the Neighbours
Waking Up the Neighbours es el sexto álbum de estudio de Bryan Adams, publicado por A&M Records el 24 de septiembre de 1991. El álbum fue grabado en los Battery Studios en Inglaterra, y en el Estudio Warehouse en Vancouver, mezclado en los Mayfair Studios en Inglaterra, y masterizado por Bob Ludwig en Masterdisk en la ciudad de Nueva York. El sencillo "(Everything I Do) I Do It for You" fue número uno en lista en Reino Unido durando un récord de dieciséis semanas. Después de este éxito, el álbum fue impulsado en el puesto nº 1 en la lista de álbumes de Reino Unido, sin embargo, sólo durante una semana. El álbum ha vendido 10 millones de copias en todo el mundo, siendo el segundo álbum más vendido de Adams después de su álbum de 1984 Reckless. 
El álbum fue también notable en Canadá al crear controversia sobre el sistema de contenido canadiense. Aunque Adams era una de las estrellas más grandes de Canadá en aquel entonces, su colaboración con el British Zambia Lange significó que, en virtud de las normas en vigor hasta 1991, Waking Up the Neighbours no podía calificarse como de contenido canadiense. En septiembre de ese año, la Canadian Radio-televisión y Telecommunications Commission anunció que la Comisión Canadiense de reglas de contenido sería modificada para permitir la colaboración con no-canadienses.

## Música

### Grabación y producción
El álbum fue grabado en los Battery Studios en Inglaterra y en el Warehouse Studios en Canadá. La grabación comenzó en noviembre de 1990, pero se registraron principalmente en principios de 1991, y junto con la mezcla, finalizaron en junio de 1991. La melodía de "(Everything I Do) I Do It for You" había sido escrita por Michael Kamen en la década de los 60. Cuando se terminó envió a Adams y Lange, quien escribió las letras y en lugar de utilizar los instrumentos tradicionales de lírico medieval le dio un tratamiento con el rock de Little Feat Billy Payne en teclados. Tras su lanzamiento encabezó las listas en 16 países y vendió más de ocho millones de copias en todo el mundo convirtiéndose en uno de los de mayor venta de todos los tiempos. La canción fue nominada a un premio Óscar, pero perdió con el tema de Disney para La bella y la bestia.
Robert John "Mutt" Lange, anteriormente conocido por su trabajo con AC/DC, Foreigner, y Def Leppard, ayudó a Adams a escribir las canciones para su siguiente álbum. Adams pasó la mayor parte de su tiempo en Inglaterra con Lange, trabajando en su sexto álbum.
Cuando la BBC le preguntó Adams "¿Alguna vez te has aburrido de la audiencia récord del éxito Everything I Do" Adams dice: 
"Por supuesto que no. ¡Qué pregunta tonta! Todo el mundo ha escuchado la gran producción del disco muchas veces, por lo que ahora es muy simple cantar con mi guitarra acústica, que es la forma en que se entiende que debe tocar cuando fue escrita".
En 1991, Adams fue abordado por los productores de la siguiente película de Kevin Costner, Robin Hood: príncipe de los ladrones, y le pidieron trabajar en un tema musical. Fue siempre una melodía escrita por el compositor de la partitura de la película, Michael Kamen. Con esto, él y Lange diseñaron "(Everything I Do) I Do It for You", que formó parte de los créditos finales de la película.

### Canciones
"(Everything I Do) I Do It for You" es una canción coescrita e interpretada por Bryan Adams, que figura en la banda sonora de la película Robin Hood: príncipe de los ladrones, de 1991. Se convirtió en un enorme éxito internacional, y se mantuvo durante siete semanas en el primer puesto del Billboard Hot 100 de Estados Unidos, dieciséis semanas consecutivas en el número uno en el Individual Chart de Reino Unido (la más larga de la historia del chart británico), y nueve semanas en el número uno en el Canadian singles chart en Canadá. La canción ganó un premio Grammy en la categoría mejor canción escrita para una película, televisión u otro medio visual en 1992, y fue nominada a un premio Óscar en la categoría de mejor canción. En mayo de 1991, Julien Temple dirigió el vídeo musical de "(Everything I Do) I Do It for You", el cual fue filmado en Sheffield, Inglaterra, el 17 y 18 de mayo de ese mismo año.  
"Can't Stop This Thing We Started", fue el segundo single del álbum. Una canción de rock, en contraste con "(Everything I Do) I Do It for You", que alcanzó el nº 2 en el Billboard Hot 100, detrás de la canción "Creme" de Prince. "Can't Stop This Thing We Started" recibió dos nominaciones a los premios Grammy de 1992 a la mejor canción de rock y mejor interpretación de rock en Solitario, pero no ganó ninguno.
"There Will Never Be Another Tonight" fue el tercer single del álbum. El título proviene de un fragmento que Bryan Adams y Jim Vallance escribieron a finales de 1980. La frase fue escrita en la canción a finales de 1990 e incluida en el álbum de Adams en 1991.
"Thought I'd Died and Gone to Heaven" fue el cuarto single de Waking Up the Neighbours. Fue escrita por Jim Vallance y Bryan Adams. "Thought I'd Died and Gone to Heaven" alcanzó el número 13 en el Billboard Hot 100 y # 14 en el Mainstream Rock Tracks, en el Reino Unido, alcanzó el nº 8.
"Do I Have to Say the Words?", alcanzó el número 11 en el Billboard y fue el segundo sencillo de álbum con mayor repercusión.
"All I Want Is You" y "Touch The Hand", también fueron comercializadas como singles, pero no alcanzaron el éxito de los primeros singles del álbum.

## Lanzamiento y recepción
Waking Up the Neighbours coproducida por Adams y Mutt Lange y llegó a su punto máximo en el número seis en el Billboard 200 El álbum fue lanzado en septiembre de 1991 y presentó el sencillo "(Everything I Do) I Do It for You", que también se utilizó en la película Robin Hood: Príncipe de los ladrones, protagonizada por Kevin Costner y Alan Rickman. El álbum y único a la cabeza de la tablas en muchos países con "(Everything I Do) I Do It for You" el gasto récord de 16 semanas en número uno en el Reino Unido Singles Chart y encabezó las listas en 17 países. También hizo récord de ventas de 4 millones de copias en los EE.UU. Los Reglamentos de Contenido Canadiense fueron revisados en 1991 para permitir que las estaciones de radio transmitan los créditos de este álbum con respecto a sus requisitos legales para reproducir la música canadiense. El álbum ha vendido un total de 10 millones de copias en todo el mundo y se ha convertido en Adams segundo álbum más vendido en todo el mundo. Adams ganó un premio Grammy en 1991 por Mejor Canción escrita específicamente para una película o para televisión.
Waking Up the Neighbours incluidos los sencillos "(Everything I Do) I Do It for You", "Can't Stop This Thing We Started", "There Will Never Be Another Tonight", "Thought I'd Died and Gone to Heaven","All I Want Is You", "Do I Have To Say The Words?" y "Touch The Hand" los cuatro primeros había música que acompaña a los vídeos. Incluidos los cuatro primeros "Do I Have To Say The Words" se incluyó en el Billboard Hot 100. "(Everything I Do) I Do It for You" fue la más exitosa canción de Waking Up the Neighbours sobre el pináculo de las listas, alcanzando el número 10 en el Mainstream Rock Chart y número 1 en el Billboard Hot 100. "(Everything I Do) I Do It for You" sin duda se convirtió en Adams más reconocibles y la canción popular. Su vídeo musical recibida en la música pesada radio televisión.

## Contenido en Canadá
El álbum provocó polémica en Canadá sobre el sistema canadiense de contenido, incluso si Adams fue una de grabación más grande de Canadá de las estrellas en el momento, su colaboración con los canadienses no significaba que el álbum y las canciones no eran canadienses. 
En febrero de 1992, Adams tuvo problemas con su tierra natal del "contenido canadiense" los reglamentos, que restringen la radio de su álbum de Adams, ya coescrito y co-produjo el disco con un inglés, Mutt Lange. Adams brevemente amenazó con boicotear la anual Juno Awards, donde terminó ganando animador y productor del Año premios.
Adams llama la regla de contenido canadiense "una vergüenza, una vergüenza ... la estupidez". y dijo: 

"Usted nunca escucharían Elton John se declaró un-británica", Adams continúa: "Es hora de abolir la CRTC. No todos están de acuerdo."

En septiembre de ese año, la Canadian Radio-televisión y Telecommunications Commission anunció que la Comisión Canadiense de reglas de contenido sería modificado para permitir la colaboración con no-canadienses.

## Gira Waking Up the World
Antes del lanzamiento del álbum, Adams ya había comenzado una gira para promocionarlo. El junio de 1991 realizó varios conciertos en Europa en conjunto con ZZ Top. Poco después de comenzada la gira, "(Everything I Do) I Do It for You" fue lanzado como el primer sencillo del álbum y se convirtió en un enorme éxito. Adams comenzó la gira Waking the World Tour para seguir promocionando el álbum, la que se inició en octubre de 1991 y continuó hasta mayo de 1993. La gira mundial se inició el 4 de octubre de 1991 con un concierto en Belfast, Irlanda del Norte. El 18 de diciembre de 1991, Adams dio por primera vez dos shows en Reikiavik, Islandia. Después de tocar en Europa, Adams viajó a Estados Unidos, donde actuó en el Teatro Ritz el 13 de enero de 1992. Las entradas para el concierto fueron vendidas en menos de 20 minutos. Entre los invitados estuvieron las leyendas musicales Ben E. King y Nona Hendrix. El trayecto por Canadá comenzó en Sídney, Nueva Escocia, el 13 de enero de 1992, y culminó con un solo concierto en Vancouver, Canadá, el 31 de enero. En febrero de 1992, Adams recorrió Nueva Zelanda y Australia realizando 7 conciertos, y empezando con una conferencia de prensa en Sídney. El 21 de febrero la gira se dirigió a Japón, realizando una docena de espectáculos en 6 ciudades. El recorrido continuó a través de varios países europeos en junio de 1992, entre ellos Italia, Alemania, Países Bajos y Escandinavia, y en julio de 1992, Bryan realizó conciertos por primera vez en Hungría y Turquía. De septiembre a diciembre de 1993 su gira recorrió los Estados Unidos. La gira en Asia pasó por Tailandia, Singapur, Japón y Hong Kong en febrero de 1993, antes de regresar a los EE.UU. durante los meses de marzo a mayo.

## Lista de canciones
| N.º | Título                                    | Escritor(es)                 | Duración |  |
| 1.  | «Is Your Mama Gonna Miss Ya?»             | Adams                        | 4:43     |  |
| 2.  | «Hey Honey - I'm Packin' You In!»         | Adams, Lange, Russell, Scott | 4:03     |  |
| 3.  | «Can't Stop This Thing We Started»        | Adams                        | 4:32     |  |
| 4.  | «Thought I'd Died and Gone to Heaven»     | Adams                        | 5:52     |  |
| 5.  | «Not Guilty»                              | Adams                        | 4:15     |  |
| 6.  | «Vanishing»                               | Adams                        | 5:07     |  |
| 7.  | «House Arrest»                            | Adams, Lange, Vallance       | 4:00     |  |
| 8.  | «Do I Have to Say the Words?»             | Adams, Lange, Vallance       | 6:15     |  |
| 9.  | «There Will Never Be Another Tonight»     | Adams, Lange, Vallance       | 4:43     |  |
| 10. | «All I Want Is You»                       | Adams                        | 5:24     |  |
| 11. | «Depend on Me»                            | Adams, Lange, Vallance       | 5:10     |  |
| 12. | «(Everything I Do) I Do It for You»       | Adams, Lange, Kamen          | 6:38     |  |
| 13. | «If You Wanna Leave Me (Can I Come Too?)» | Adams                        | 4:47     |  |
| 14. | «Touch the Hand»                          | Adams                        | 4:08     |  |
| 15. | «Don't Drop That Bomb on Me»              | Adams                        | 6:02     |  |

## Integrantes
- Bryan Adams - voz principal y coros, guitarras
- Keith Scott - guitarras y coros
- Tommy Mandel - órgano Hammond
- Dave Taylor - bajos
- Mickey Curry - batería
- Mutt Lange - sintetizadores y coros
- Robbie King – órgano Hammond
- Bill Payne - piano y órgano Hammond
- The Tuck Back Twins - coros

## Equipo de producción
- Bryan Adams, Robert John Lange – producción
- Nigel Green – ingeniero de grabación
- Bob Clearmountain – ingeniero de mezcla
- Bob Ludwig – ingeniero de masterización